# Raven's Cry
Raven's Cry est un jeu vidéo d'action-aventure développé par Reality Pump Studios et édité par TopWare Interactive, sorti en 2015 sur Windows, Mac et Linux.

## Accueil
- GameSpot : 1/10[1]
- IGN : 3/10[2]
- Jeuxvideo.com : 8/20[3]